# 7 Things
7 Things è un singolo della cantante statunitense Miley Cyrus, pubblicato il 17 giungo 2008 dall'etichetta Hollywood Records come primo estratto dall'album Breakout.
Il pezzo è dedicato all'ex fidanzato Nick Jonas che, in seguito, l'ha ricambiata con il brano "Sorry" a cui Miley ha risposto definitivamente con il brano "Goodbye".
Il brano parla di come Miley abbia sofferto per via delle cose che odia e ama di lui, e di come non tornerà indietro.
Nel video si vede la cantante che si sfoga insieme ad altre adolescenti ed ai musicisti.

## Tracce
1 Track CD
1. 7 Things (Radio Edit) – 3:38

Promo CD
1. 7 Things (Radio Edit) – 3:38
2. 7 Things (Instrumental) – 3:38

CD Single
1. 7 Things – 3:36
2. See You Again (Wideboys Radio Edit) – 3:42

Bimbo Jones Remixes
1. 7 Things (Bimbo Jones Club Mix) – 6:27
2. 7 Things (Bimbo Jones Dub Mix) – 6:49
3. 7 Things (Bimbo Jones Remix Edit) – 2:59
4. 7 Things (Radio Edit) – 3:38

## Classifiche

### Classifiche settimanali
| Classifica (2008) | Posizione massima |
| ----------------- | ----------------- |
| Australia         | 10                |
| Austria           | 14                |
| Belgio (Fiandre)  | 22                |
| Belgio (Vallonia) | 22                |
| Canada            | 13                |
| Germania          | 17                |
| Irlanda           | 26                |
| Norvegia          | 8                 |
| Nuova Zelanda     | 24                |
| Paesi Bassi       | 80                |
| Regno Unito       | 25                |
| Stati Uniti       | 9                 |
| Svizzera          | 35                |

### Classifiche di fine anno
| Classifica (2008) | Posizione |
| ----------------- | --------- |
| Australia         | 50        |
| Canada            | 86        |
| Stati Uniti       | 92        |